# Пушица стройная
Пушица стройная (лат. Eriophorum gracile) — многолетнее травянистое растение, вид рода Пушица (Eriophorum) семейства Осоковые (Cyperaceae). Произрастает в Европе и Северной Америке.

## Ботаническое описание
Многолетнее растение с удлинённым корневищем. Имеет тонкий стебель высотой 25 — 60 см. Листья шириной 0,7 — 2 мм, с трёхгранной пластинкой, лишь в основании желобчатой. Соцветие состоит из 3 — 6 яйцевидных колосков длиной 7 — 9 мм, сидящих на шероховатых изогнутых ножках неодинаковой длины, с 1 — 2 буроватыми кроющими листьями. Ножки колосков цилиндрические, шероховатые. Пуховка продолговатообратнояйцевидная. Кроющие чешуи серовато-зелёные, с 6 — 8 жилками, туповатые. Пыльники длиной 1,5 — 2 мм. Плод — продолговатый орешек, около 3 мм длиной, без носика. Характерным отличительным признаком от других видов пушиц является кроющий лист зеленоватого цвета и трехгранные листья.
Цветение в мае — начале июня, плоды созревают в конце июня — августе. Размножение семенное и вегетативное (корневищем).

## Экология
Населяет местности на моховых и осоковых болотах, заболоченных лугах, по моховым берегам озер и речек, поднимается до субальпийского пояса.

## Распространение
Европа: Россия, Австрия, Лихтенштейн, Бельгия, Люксембург, Босния и Герцеговина, Великобритания, Эстония, Латвия, Литва, Болгария, Чехия, Хорватия, Дания, Финляндия, Франция, Германия, Греция, Ирландия, Швейцария, Нидерланды, Испания, Венгрия, Италия, Норвегия, Польша, Румыния, Словакия, Словения, Сербия, Швеция, Украина; Азия: Китай, Япония, Казахстан, Корея; Северная Америка: Канада, США, Сен-Пьер и Микелон.
На территории Российской Федерации вид указана в Красных книгах 19 регионов, среди которых: Республика Башкортостан (2011), Владимирская область (2008), Воронежская область (2018), Ивановская область (2010), Калужская область (2015), Костромская область (2019), Курская область (2017), Липецкая область (2014), Республика Мордовия (2003), Мурманская область (2014), Пензенская область (2013), Рязанская область (2011), Самарская область (2017), Тамбовская область (2019), Республика Татарстан (2016), Тульская область (2020), Удмуртская республика (2012), Ульяновская область (2015), Чувашская республика (2019).

## Использование и хозяйственное значение
В ряде регионов России местообитания вида были уничтожены в ходе торфоразработок. К главным лимитирующим факторам относятся: узкая экологическая амплитуда вида, а также мелиорация, облеснение болот, изменение гидрологического режима и другие виды нарушения местообитаний вида.
Является редким видом в хозяйственной деятельности не используется.

## Таксономия
Eriophorum gracile W.D.J.Koch ex Roth , Catalecta Botanica 2: 259. 1800.

### Синонимы
- Eriophorum triquetrum Hoppe, Bot. Taschenb. Anfänger Wiss. Apothekerkunst 11: 106 (1801).
- Eriophorum pallidum Nees, Linnaea 9: 293 (1834), not validly publ.
- Eriophorum gracile var. paucinervium Engelm., Amer. J. Sci. Arts 46: 103 (1844).
- Eriophorum hoefftii F.Nyl., Acta Soc. Sci. Fenn. 3: 18 (1849).
- Eriophorum gracile subsp. oefftii (F.Nyl.) Nyman, Consp. Fl. Eur., Suppl. 2: 318 (1890).
- Eriophorum polystachion subsp. gracile (Koch ex Roth) Bonnier & Layens, Tabl. Syn. Pl. Vasc. France: 325 (1894).
- Eriophorum paucinervium (Engelm.) A.A.Eaton, Bull. Torrey Bot. Club 25: 341 (1898).
- Eriophorum gracile var. caurianum Fernald, Rhodora 7: 87 (1905).
- Eriophorum coreanum Palla, Oesterr. Bot. Z. 59: 190 (1909).
- Eriophorum gracile subsp. coreanum (Palla) Hultén, Kongl. Svenska Vetensk. Acad. Handl., ser. 3, 5: 160 (1927).
- Eriophorum asiaticum V.N.Vassil., Bot. Mater. Gerb. Bot. Inst. Komarova Akad. Nauk S.S.S.R. 8: 104 (1940).
- Eriophorum gracile var. coreanum (Palla) Ohwi, Mem. Coll. Sci. Kyoto Imp. Univ., Ser. B, Biol. 18(1): 88 (1944).
- Scirpus ardea T.Koyama, J. Fac. Sci. Univ. Tokyo, Sect. 3, Bot. 7: 354 (1958).
- Scirpus ardea var. coreanus (Palla) T.Koyama, J. Fac. Sci. Univ. Tokyo, Sect. 3, Bot. 7: 355 (1958).
- Eriophorum gracile subsp. asiaticum (V.N.Vassil.) M.S.Novos., Bot. Zhurn. (Moscow & Leningrad) 79(11): 84 (1994 publ. 1995).